# Ventenata macra
Ventenata macra är en gräsart som först beskrevs av Christian von Steven, och fick sitt nu gällande namn av Benedict Balansa och Pierre Edmond Boissier. Ventenata macra ingår i släktet Ventenata och familjen gräs. Inga underarter finns listade i Catalogue of Life.